# ماريا غابرييلا دياز
ماريا غابرييلا دياز (من مواليد 2 يناير 1981 في ألتا غراسيا، قرطبة) هي راكبة أرجنتينية دراجات بي إم إكس. برزت دياز باعتبارها أكثر متسابقة بي إم إكس تتويجًا في العالم في التاريخ، وقد حصلت على العديد من الألقاب الوطنية الأرجنتينية، وستة ألقاب لبطولة عموم أمريكا، وخمس ميداليات (ثلاث ذهبيات، وواحدة فضية، وواحدة برونزية) في فئة النخبة للسيدات في بطولة العالم للاتحاد الدولي للدراجات. كما فازت بميداليتين، بما في ذلك الميدالية الذهبية المرموقة، في نفس الفئة في دورة الألعاب الأمريكية (2007 و2011)، ومثلت لاحقًا بلدها الأرجنتين في دورة الألعاب الأولمبية الصيفية لعام 2008.
تصدرت دياز عناوين الأخبار الرياضية في بطولة العالم للدراجات النارية بي إم إكس، حيث حصلت على إجمالي خمس ميداليات (ثلاث ذهبيات وواحدة فضية وواحدة برونزية) في فئة النخبة للسيدات، مما يجعلها الفارسة الأكثر تتويجًا في العالم على الإطلاق. في دورة ألعاب عموم أمريكا 2007 في ريو دي جانيرو، البرازيل، عززت دياز تقدمها على الفريق النسائي المكون من ثماني لاعبات قويات في المرحلة النهائية لتفوز بأول ميدالية ذهبية للأرجنتين في فئة بي إم إكس للسيدات، لتتفوق على آنا فلافيا سجوبين من الدولة المضيفة.
تأهلت دياز للمنتخب الأرجنتيني في سباق دراجات بي إم إكس للسيدات في دورة الألعاب الأولمبية الصيفية لعام 2008 في بكين من خلال حصولها على أحد الرصيفين المتاحين في البلاد بناءً على أدائها ضمن العشرة الأوائل من تصنيفات بي إم إكس العالمية. بعد حصولها على المصنفة الخامسة في التصفيات الصباحية بزمن قدره 37.590 ثم حصولها على المركز الثالث في تصفيات نصف النهائي برصيد 13 نقطة، أخطأت دياز منصة التتويج بفارق يزيد عن ثانية مع حصولها على المركز الخامس في 39.747.
في دورة الألعاب الأمريكية 2011 في غوادالاخارا، المكسيك، لم تتمكن دياز من الدفاع عن لقبها في البي أم أكس للسيدات بحصولها على الميدالية البرونزية بزمن قدره 42.971، متفوقة على شقيقتها ماريانا في الدور الأخير بفارق ثانيتين.
سعت دياز أيضًا للحصول على عرض للمشاركة في دورة الألعاب الأولمبية الصيفية لعام 2012 في لندن، لكنها احتلت المركز السادس في تصفيات ربع النهائي في بطولة العالم بي إم إكس لعام 2012 في برمنغهام، إنجلترا، وفشلت في التقدم أكثر إلى الجولات الأخيرة للحصول على مكان أولمبي مرغوب فيه.